# بالدیو سینگ
بالدیو سینگ (پنجابی: ਬਲਦੇਵ ਸਿੰਘ؛ ۱۱ ژوئیهٔ ۱۹۰۲ – ۲۹ ژوئن ۱۹۶۱) سیاست‌مدار سیک اهل هند بود. وی رهبر جنبش استقلال‌طلبی هند و اولین وزیر دفاع هند از ۱۹۴۷ تا ۱۹۵۲ بوده‌است.